# Fabián Monzón
Luciano Fabián Monzón (Granadero Baigorria, 13 de abril de 1987) é um futebolista argentino que atua como lateral-esquerdo. Joga atualmente no Bonsucesso.

## Carreira

### Real Betis
Após a realização das Olimpíadas, ele se mudou para a Europa para jogar pelo Real Betis na La Liga por € 9 milhões reportado depois de ser ligado a uma transferência para o Hamburgo desde Olimpíadas. Mais tarde foi revelado que Monzón tinha movido em um acordo de empréstimo e a transferência total será concluída no verão de 2009. Monzón marcou seu primeiro gol com o Betis em sua estreia contra o Barcelona no Camp Nou. No entanto, o Real Betis acabou perdendo o jogo por 3 a 2.

### Retorno ao Boca Juniors
Monzón voltou ao Boca depois de seu contrato de empréstimo com o Betis acabar em julho de 2009. Em seu retorno, ele revelou seu salário extremamente baixo quando comparado com outras estrelas do Boca Juniors.
| “ | O contrato não pode ser alterado, porque antes de ir para o Betis eu assinei um contrato por cinco anos, e eu tenho que respeitá-lo. Vou ganhar 2.000 pesos, e do que tem sido falado, eles não querem aumentá-lo, nem mesmo um pouco. Mas eu ainda vou ficar no Boca. | ” |

Em agosto de 2010, ele teve duas tentativas fracassadas de transferência. Primeiro, ele não conseguiu passar para Ucrânia indo para Dnipro devido a um problema cardíaco congênito e alguns dias depois, uma segunda transferência foi cancelada, desta vez para a Udinese reconhecidamente por diferenças na forma de pagamento.

### OGC Nice
Em 11 de julho de 2011, Monzón assinou um contrato de 4 anos com o OGC Nice. Durante sua temporada apenas em Nice, ele conseguiu marcar 10 gols, um desempenho excelente para um lateral-esquerdo.

### Olympique Lyonnais
Em agosto de 2012, Monzón assinaou um contrato de 4 anos com o Olympique Lyonnais por € 3.000.000 para substituir Aly Cissokho, que assinou com Valência CF.

### Fluminense
Após a saída de Carleto do Fluminense foi emprestado ao time do Rio até 31 de julho mas devido a sua anomalia na válvula do coração poderia permanecer no Fluminense até dezembro. Foi reprovado nos exames médicos e ficou que faria outros exames em 18 de janeiro para decidir se seria contratado. No entanto após esses exames, foi apresentado no dia seguinte como novo reforço para a temporada. Estreou pelo Fluminense em 30 de janeiro, contra o Friburguense no Engenhão.
Na mira do Catania, Fabian Monzón possui contrato com o Fluminense até dezembro, de acordo com o site oficial do clube carioca. No entanto, existe uma cláusula no compromisso do lateral que, após a disputa da Libertadores, o Lyon poderá vendê-lo caso receba uma proposta que considere interessante.
Entretanto, chama a atenção uma declaração do presidente da agremiação francesa, Jean-Michel Aulas. Antes da confirmação do Fluminense, o mandatário do Lyon dissera que o contrato de Monzón com o Flu venceria no meio deste ano, com opção de contra.
| “ | Vamos fazer o empréstimo para Monzón para o Fluminense com opção de compra. Será uma boa oportunidade para todos. O empréstimo vai até 31 de julho de 2013, com opção de compra até 30 de Junho. – falou, Aulas em entrevista coletiva. | ” |

### Catania
Após o fim de seu empréstimo no Fluminense, acertou com o Catania, da Itália, em julho.

### Novo retorno ao Boca
Monzón fez de cabeça o gol do título do Campeonato Argentino de 2015 para o Boca, na vitória de 1–0 sobre o Tigre.

### Universidad de Chile
Em 2016 acertou sua ida para o Universidad de Chile, aonde no mesmo ano fez 14 partidas pelo Clube Chileno.

### 2017
No ano de 2017 Fabián Monzón Disputou 21 partidas pelo Clube Sendo 9 pela Liga Chilena Apertura, 3 pela Liga Chilena Clasura e 9 pela Taça Chile e marcou 3 gols, 2 pela Taça Chile e 1 pela Liga Chilena Clasura contra Ñublense, San Luis de Quillota e O'Higgins respectivamente.

### 2018
Em 2018 Jogou 17 Partidas e Marcou 1 gol, Monzón Jogou 2 partidas pela Libertadores, 7 pela Liga chilena e 8 pela Liga Chilena de Transición, marcou o 2º gol da Universidad de Chile contra o Audax Italiano em uma bela cobrança de falta, a partida foi válida pela Liga Chilena e que terminou com o placar de 3–2 para a Universidad de Chile.

## Seleção Argentina
Integrou a Seleção Argentina sub–23 na Disputa dos Jogos Olímpicos de Pequim em 2008, Aonde ele ganhou o Ouro batendo a Nigéria na final por 1–0. Na seleção principal foi convocado pela primeira vez para a disputa de um amistoso contra a seleção de Gana, e logo depois foi convocado para a disputa da partida contra o uruguai, válida pelas eliminatórias para a copa de 2010.

## Estatísticas
Até 18 de abril de 2013.
| Clube             | Temporada         | Campeonato nacional | Campeonato nacional | Copa nacional[a] | Copa nacional[a] | Competições continentais[b] | Competições continentais[b] | Outros torneios[c] | Outros torneios[c] | Total | Total |
| Clube             | Temporada         | Jogos               | Gols                | Jogos            | Gols             | Jogos                       | Gols                        | Jogos              | Gols               | Jogos | Gols  |
| ----------------- | ----------------- | ------------------- | ------------------- | ---------------- | ---------------- | --------------------------- | --------------------------- | ------------------ | ------------------ | ----- | ----- |
| Nice              | 2011-12           | 34                  | 8                   | 5                | 2                | -                           | -                           | -                  | -                  | 39    | 10    |
| Nice              | 2012-13           | 1                   | 0                   | -                | -                | -                           | -                           | -                  | -                  | 1     | 0     |
| Nice              | Total             | 35                  | 8                   | 5                | 2                | -                           | -                           | -                  | -                  | 40    | 10    |
| Lyon              | 2012-13           | 5                   | 0                   | 1                | 0                | 6                           | 1                           | -                  | -                  | 12    | 1     |
| Lyon              | Total             | 5                   | 0                   | 1                | 0                | 6                           | 1                           | -                  | -                  | 12    | 1     |
| Fluminense        | 2013              | 0                   | 0                   | 0                | 0                | 2                           | 0                           | 4                  | 0                  | 6     | 0     |
| Fluminense        | Total             | 0                   | 0                   | 0                | 0                | 2                           | 0                           | 4                  | 0                  | 6     | 0     |
| Total na carreira | Total na carreira | 40                  | 8                   | 6                | 0                | 8                           | 1                           | 4                  | 0                  | 58    | 11    |

- a. ^ Jogos da Copa do Brasil
- b. ^ Jogos de Torneios Internacionais
- c. ^ Jogos do Campeonato Estadual

## Títulos
Seleção Argentina
- Jogos Olímpicos: 2008